# مکس پورسل
مکس پورسل (انگلیسی: Max Purcell؛ زادهٔ ۳ آوریل ۱۹۹۸) تنیس‌باز اهل استرالیا است.